# سحلية الخشب أزولاي
سحلية الخشب أزولاي أو شبيه الإنيالوسية الأزولاي (بالإنجليزية: Enyalioides azulae)‏ هو نوع من السحالي من جنس سحلية الخشب، معروف في منطقة واحدة فقط هي حديقة كوريدليرا ازول الوطنية في البيرو. الاسم "ازول" مشتق من الكلمة الأسبانية الاصل ازول، "الازرق". و هي تشير إلى نوع المحلي  من [كوردليرا] ازول".